# CommuteAir

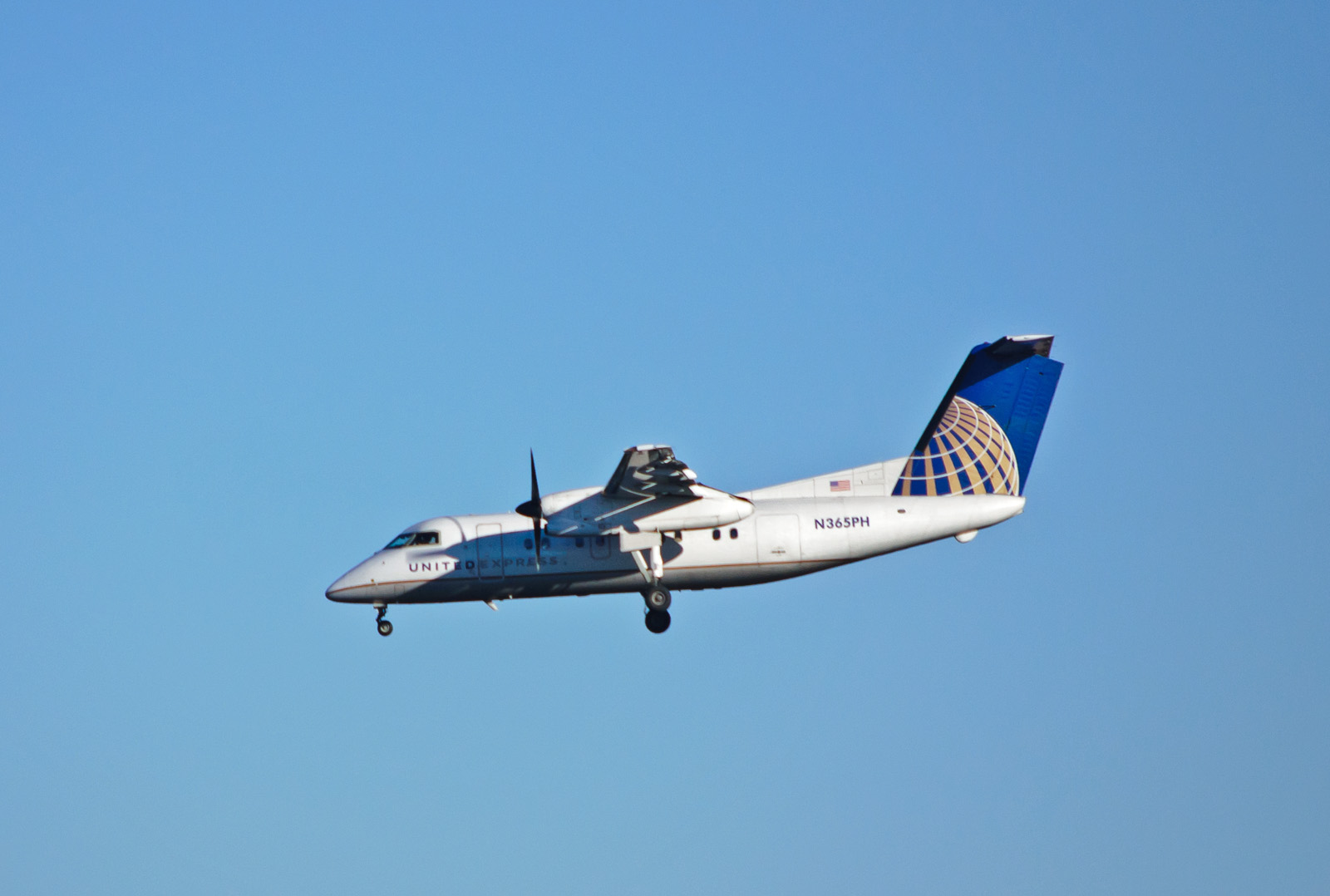
De Havilland Canada DHC-8-200 der CommuteAir

CommuteAir ist eine US-amerikanische Fluggesellschaft mit Sitz in North Olmsted, Ohio und der Hauptbasis Cleveland, Ohio. Sie fliegt unter dem Franchisenamen United Express für die United Airlines, die 40 % der Firmenanteile hält. Der Name der Regionalfluggesellschaft lautete bis 2022 CommutAir.

## Geschichte
CommutAir wurde 1989 von Antony von Elbe, John Sullivan und Jim Drollette in Plattsburgh gegründet. Dazu übernahmen sie die erfolgreiche Clinton Aero mit Sitz in Plattsburgh und Teil der Brockway Airline Division. Am 1. August 1989 nahm CommutAir den Betrieb auf. Sie hatte anfangs ein Code Share Abkommen mit US Airways und flogen mit zwei Beech 1900D als US Airways Express, wechselte aber im Jahr 2000 zu Continental Airlines, nachdem US Airways den Vertrag nicht verlängerte.
Im Juli 2001 wurde der Flugbetrieb auf die Hälfte heruntergefahren um die Gesellschaft zu reorganisieren. Anfang 2002 begann CommutAir wieder mit einem „Micro-Hub“ in Albany, New York. Auf dem Höhepunkt von 2003 bis 2004 wurde von dem Drehkreuz 15 Städte im Nordosten der USA und Kanada angeflogen. Von Boston wurden 8 Städte bedient. Die Strecken waren nicht profitabel und die Linien wurden eingestellt.
Im Januar 2003 wurde ein neues Abkommen zwischen CommutAir und Continental Airlines geschlossen und die Basis wurde nach Cleveland, Ohio verlagert.  Am 16. März 2003 wurde der Betrieb mit Flügen nach Kalamazoo, Michigan und Elmira, New York aufgenommen und bis August 2003 auf 12 Städte erweitert.
Am 30. September 2007 wurde die CommutAir-Heimatbasis am Plattsburgh International Airport geschlossen und nach Cleveland Hopkins International Airport verlegt.
Am 1. Oktober 2010 fusionierten die UAL Corporation und die Continental Airlines zu den United Continental Holdings. Durch die Fusion wurde auch der Regionalpartner der Continental Airlines, Continental Connection, Partner von United Express. Damit wurde CommutAir Partner von United Express.
Am 26. Juli 2022 änderte die Muttergesellschaft ihren Namen von Champlain Enterprises LLC in CommuteAir LLC und den der Regionalfluggesellschaft CommutAir in CommuteAir.

## Flugziele
CommuteAir bedient im Liniendienst für United zahlreiche Städte im Osten der USA, dazu benutzt sie die beiden Drehkreuze in Washington und Newark.

## Flotte

### Aktuelle Flotte
Mit Stand November 2024 besteht die Flotte der CommuteAir aus 65 Flugzeugen mit einem Durchschnittsalter von 20,2 Jahren:
| Flugzeugtyp        | Anzahl | bestellt | Anmerkungen                | Sitzplätze |
| ------------------ | ------ | -------- | -------------------------- | ---------- |
| Embraer ERJ 145 XR | 64     |          | neun inaktiv; mit Winglets | 50         |
| Embraer ERJ 170    | 01     |          |                            | 76         |
| Gesamt             | 65     |          |                            |            |

### Ehemalige Flugzeugtypen
In der Vergangenheit setzte CommuteAir bereits folgende Flugzeugtypen ein:
- Beechcraft 1900
- De Havilland Canada DHC-8-200
- De Havilland Canada DHC-8-300

## Zwischenfälle
CommutAir verzeichnete in ihrer Geschichte vier Zwischenfälle, davon einen mit Todesopfern:
- Am 3. Januar 1992 wurde auf dem Commutair-Flug 4821 eine Beechcraft 1900C-1, betrieben im Auftrag der US Airways Express (N55000), im Landeanflug auf den Flugplatz Saranac Lake-Adirondack (New York) acht Kilometer nordöstlich davon in einen Berg geflogen, obwohl der Anflug mittels Instrumentenlandesystem (ILS) erfolgte. Von den vier Insassen wurden zwei getötet.[7]